# Tres Islas (Brasil)
Tres Islas (en portugués: Três Ilhas) es el nombre de un archipiélago en la región costera de Guarapari, en el estado de Espírito Santo, en el país sudamericano de Brasil, que están a unos 3 km de la costa. A pesar de lo que pudiera indicar su nombre, el archipiélago de las tres islas se compone en realidad de cinco islas, que son: Quitongo, Cambaião, Guanchumbas, Leste-Oeste y Guararema. Hace miles de años, cuando el nivel del mar era mucho más bajo que en la actualidad, el archipiélago fue parte del continente, siendo estas solo colinas o morros. Estas islas son muy apreciadas por los buceadores, por la belleza natural que se puede encontrar en sus arrecifes submarinos.